# Bathurst (Südafrika)

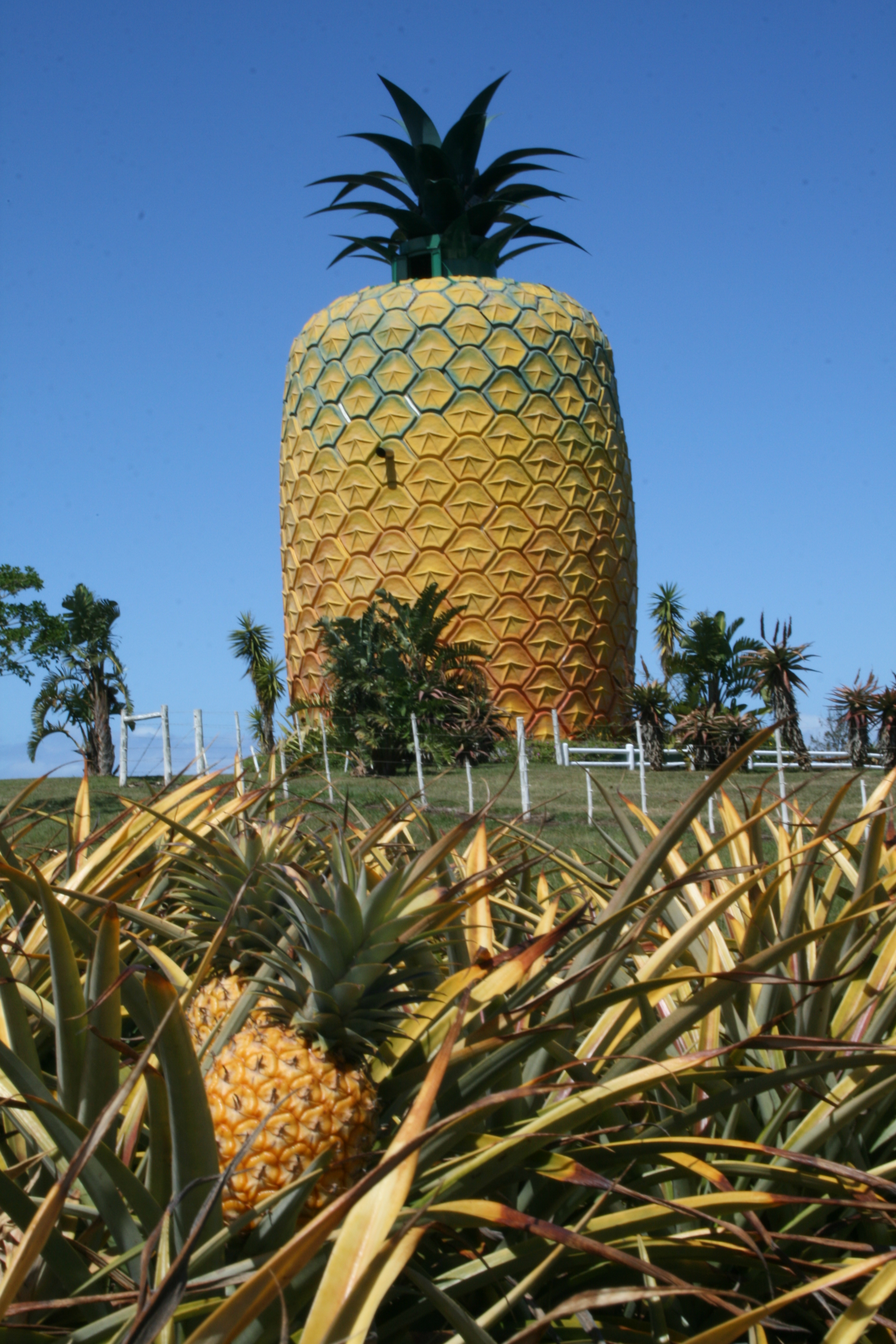
The Big Pineapple bei Bathurst

Bathurst ist ein Ort in der Lokalgemeinde Ndlambe im Distrikt Sarah Baartman der südafrikanischen Provinz Ostkap.

## Demografie
Bathurst hatte im Jahre 2011 gemäß der Volkszählung 737 Einwohner in 319 Haushalten auf einer Fläche von 71,98 km².

## Geografie
Die Ortschaft liegt wenige Kilometer landeinwärts von der südafrikanischen Küste am Indischen Ozean entfernt in der Landschaft Zuurveld. Von Makhanda (Grahamstown) bis Bathurst liegen 55 Kilometer Straßendistanz.
Südwestlich des Ortes befindet sich der Stausee Sarel Hayward Dam im Waters Meeting Nature Reserve. Er dient der Wasserversorgung von Port Alfred.

## Geschichte
Die britische Armee beschloss 1809, alle im Zuurveld lebenden Xhosa gewaltsam zu „vertreiben“. Dieses Gebiet sollte dann „britischen Siedlern in Farmen von je 120 Acres zugeteilt werden“. Mit einer Truppenstärke von etwa 10.000 Mann begann die Armee das Gebiet 1811 zu besetzen. Die AmaXhosa wurden in ihren Kraals überfallen. Das Militär nahm ihnen das Vieh, schlachtete es oder trieb es in die Wälder. Von dem Historiker Colin Turing Campbell ist eine Schätzung überliefert (1887), wonach der erbeutete Viehbestand etwa 23.000 Tiere umfasst haben soll.
Die Ortschaft wurde 1820 von europäischen Siedlern gegründet. Sie nannten ihre Siedlung nach Lord Henry Bathurst, der bei Rufane Shaw Donkin Staatssekretär für diesen Administrator der Kapkolonie war. Diese Siedler begannen mit dem Anbau von Ananasfrüchten und gründeten dazu über 25 Farmen. Die Aktivitäten dieses Landwirtschaftszweigs halten bis in die Gegenwart an.
Seit 1884 hatte Bathurst einen Bahnhof an der Eisenbahnstrecke der Kowie Railway. Der Betrieb wurde im 20. Jahrhundert eingestellt.

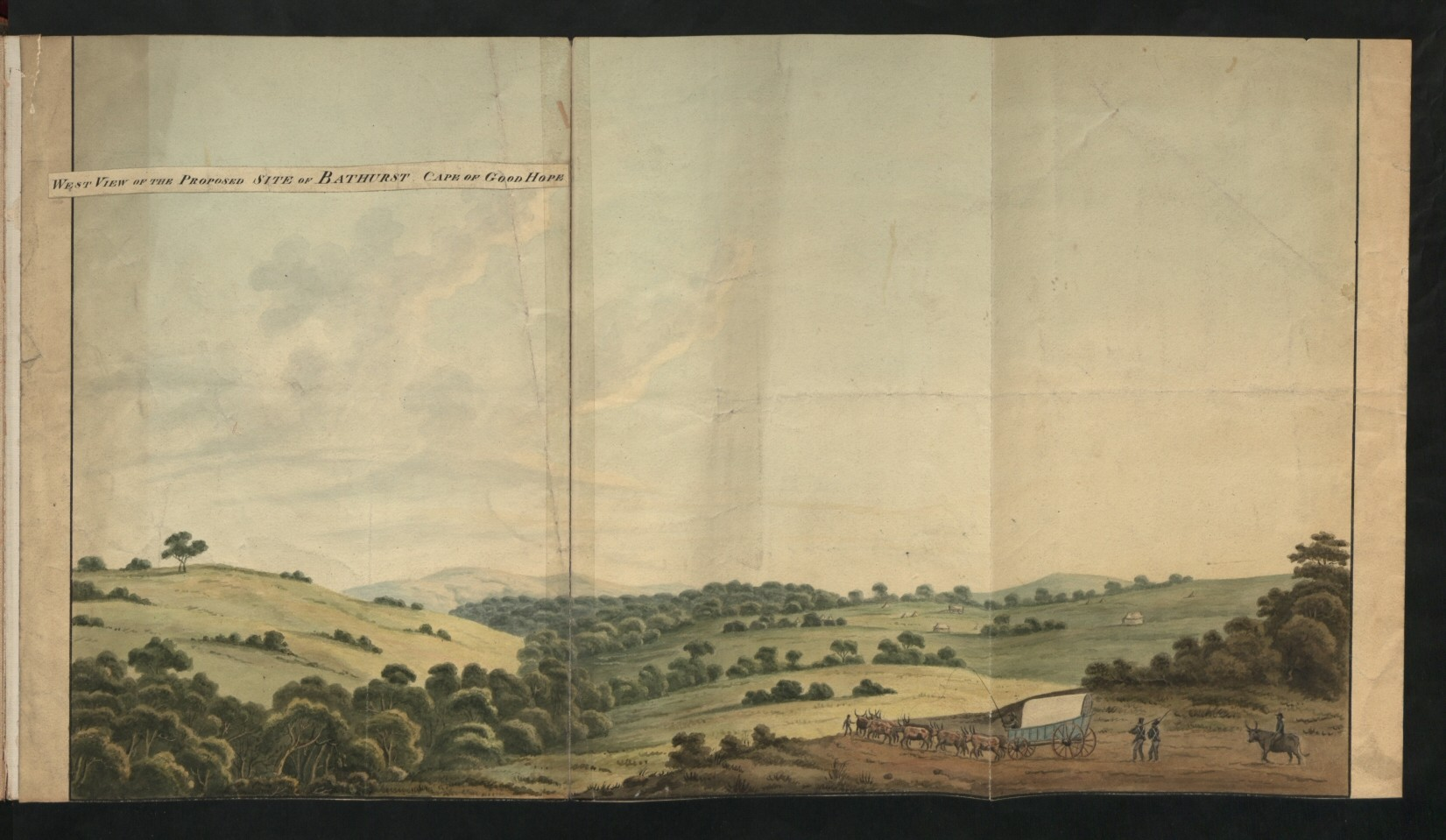
Aquarelldarstellung der Landschaft bei der späteren Siedlung Bathurst
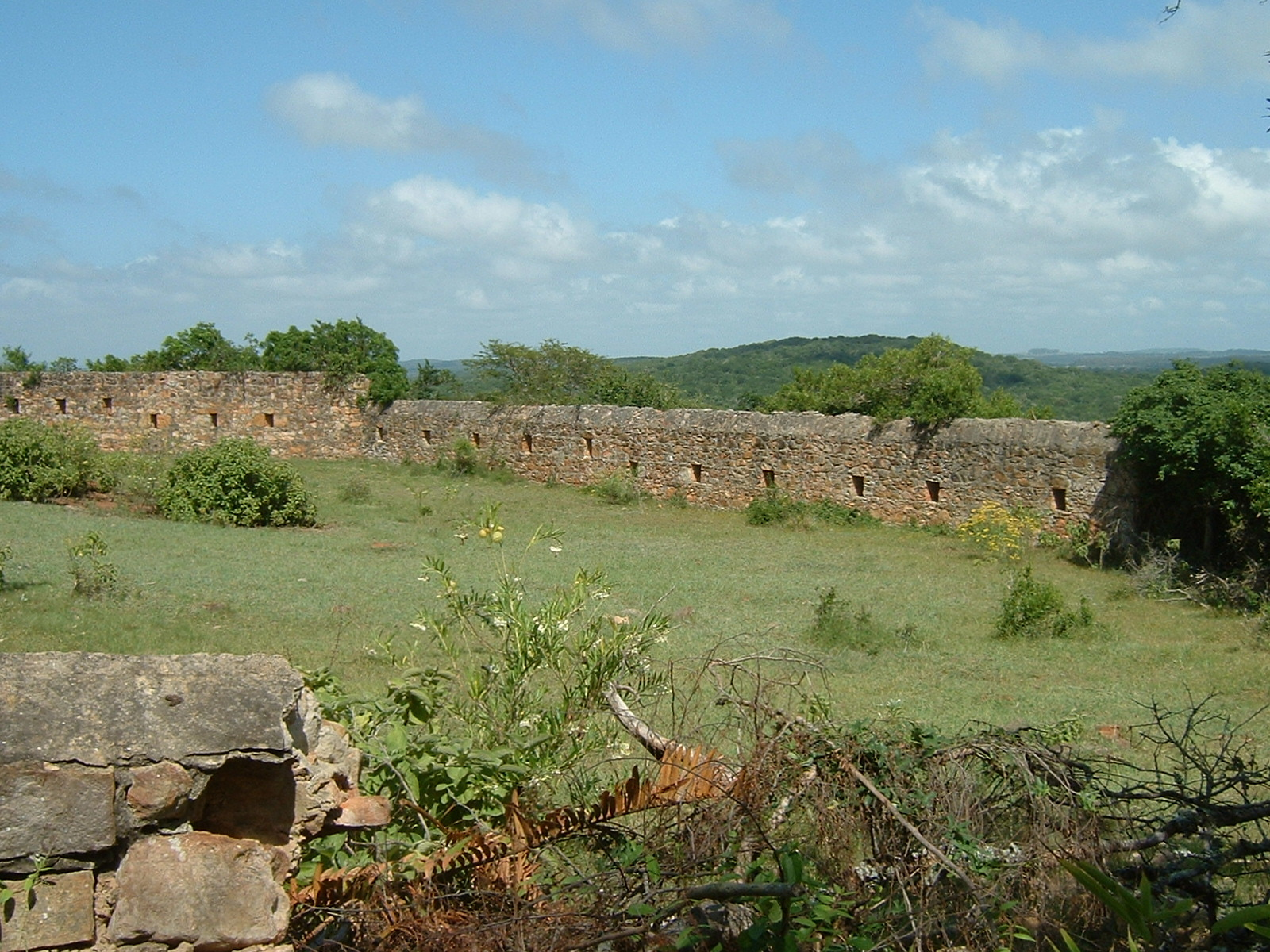
Historische Mauerabgrenzungen im Gelände
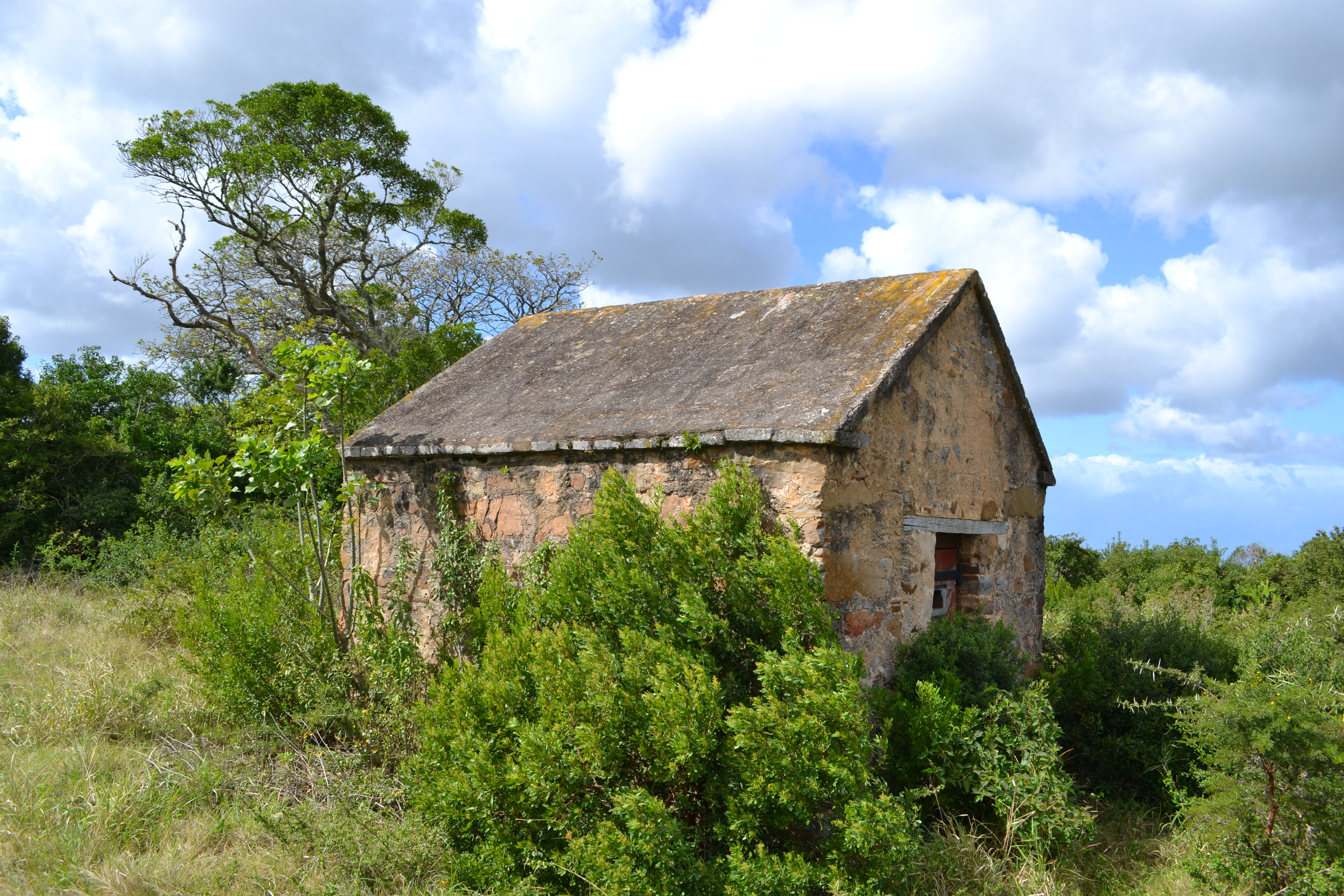
Altes Magazingebäude für Schießpulver
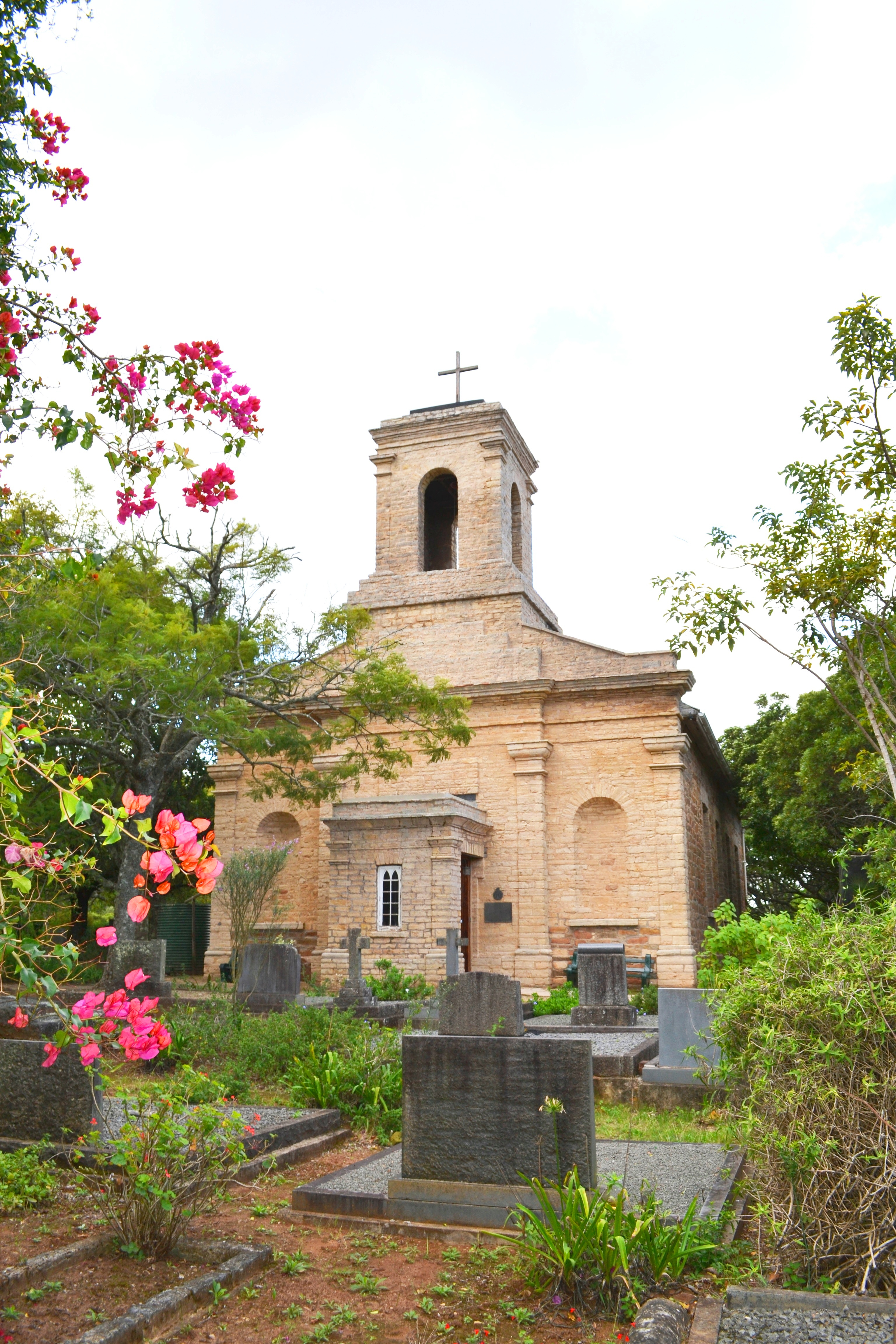
Kirche St John
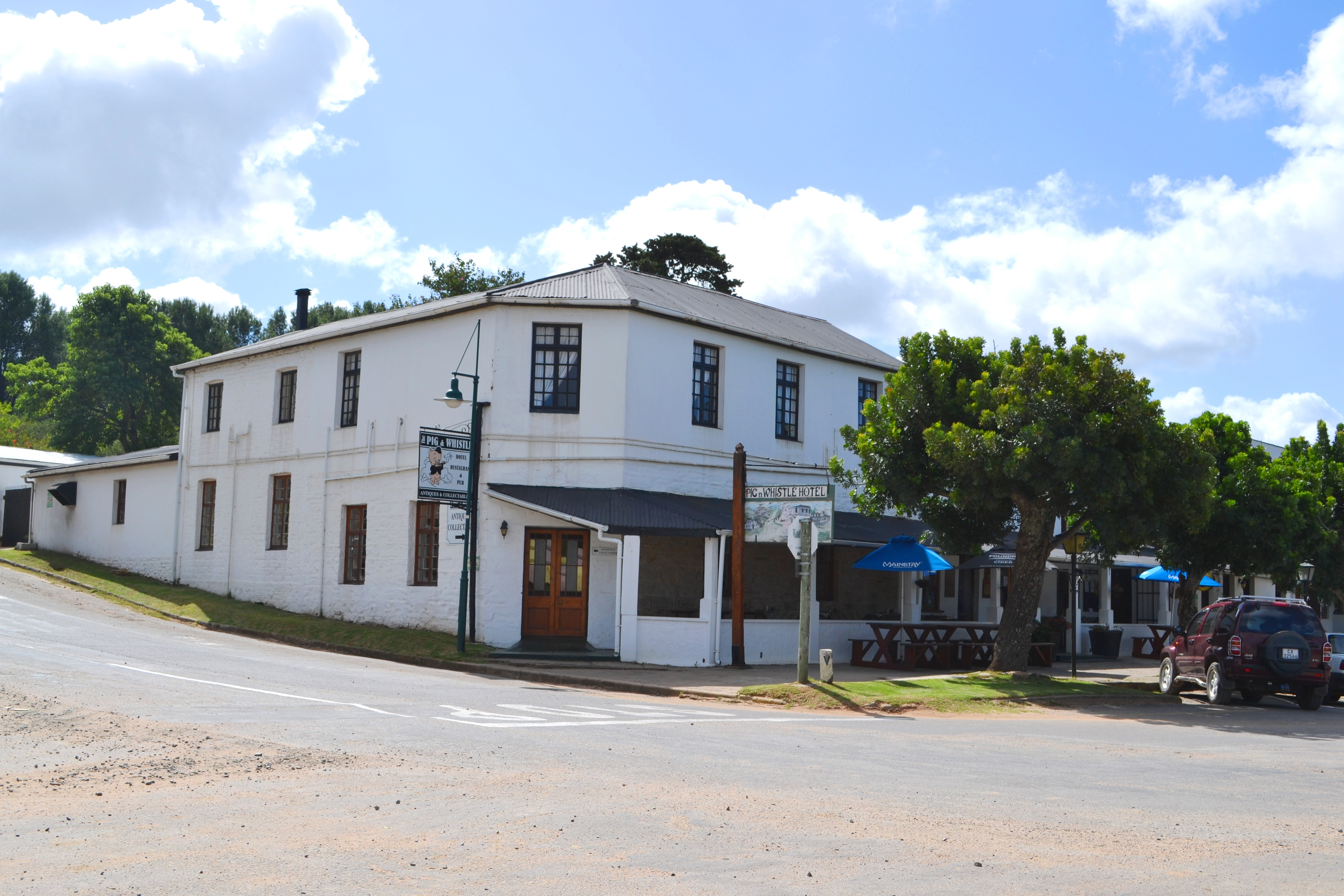
Das Pig & Whistle Hotel & Pub an der Kreuzung Trappes Street und Kowies Road

## Sehenswürdigkeiten
- Bathurst Agricultural Museum, ein 1970 gegründetes Landwirtschaftsmuseum, das Sammlungsobjekte der Region bewahrt, überwiegend: Haushaltsgegenstände und Spielzeug, ferner Ochsenkarren, Buggys, Traktoren und Arbeitsgeräte.[8]
- St John Church, in Südafrika das älteste unveränderte Kirchenbauwerk der Anglikaner
- zahlreiche denkmalgeschützte Bauten der europäischen Siedler aus dem frühen 19. Jahrhundert
- Big Pineapple (deutsch: Große Ananas), das weltgrößte Bauwerk in Form dieser Frucht.[9][10]
- Bailey’s Beacon and 1820 Toposcope, eine historische Nachrichtenübertragungsstation.

## Wirtschaft
Im Jahr 1870 setzte der Farmer Charles Purdon hier einige Ananaspflanzen aus. Diese Kulturen erweiterten sich und heute gilt Bathurst als das wichtigste Ananas-Anbauzentrum in Südafrika. Der größte Teil der hier angebauten Ananasfrüchte wird für die Safterzeugung verwendet und dieser nimmt einen hohen Exportanteil ein. Die fabrikmäßige Weiterverarbeitung erfolgt in East London. Sie befindet sich größtenteils im Besitz von Landwirten und Landarbeitern. Im Vorstand ist ein Farmarbeitertrust für die Arbeitnehmerinteressen vertreten. Weiterhin ist die Eastern Cape Development Corporation als Entwicklungsfinanzierungsinstitution am Unternehmen beteiligt, zudem gibt es einige kommerzielle Aktionäre. Mit diesen industriellen Anlagen können jährlich bis zu 100.000 Tonnen Früchte zu Säften und Konzentraten verarbeitet werden. Die Anbaugebiete von Bathurst liegen geographisch und klimatisch günstig, weil hier eine Übergangszone von Winter- und Sommerregengebieten besteht und dadurch ganzjährig Niederschläge zu erwarten sind. Das ermöglicht eine zeitlich gestaffelte Anpflanzung mit Anwuchs, woraus sich eine gestaffelte Ernte ergibt.

## Verkehr
Die Stadt ist auf dem Landweg mit der Regionalstraße R67 von Makhanda (Grahamstown) oder Port Alfred erreichbar. In geringer Entfernung und südöstlich von Bathurst liegt ein regionaler Flugplatz, das Port Alfred Airfield. Eine Eisenbahnverbindung besteht für den Ort nicht mehr.